# Općina Vasilevo
Općina Vasilevo (makedonski: Општина Василево) je jedna od 80 općina Sjeverne Makedonije koja se prostire na jugoistoku Sjeverne Makedonije. 
Upravno sjedište ove općine je selo Vasilevo, s 2 174 stanovnika.

## Zemljopisne osobine
Općina Vasilevo prostire se najvećim dijelom na sjeverostočnom dijelu Strumičke doline. Sjeverni planinski dio općine penje se po obroncima planine Maleševske planine. 
Općina Vasilevo graniči s Općinom Berovo na sjeveru, s Općinom Bosilovo na istoku, s Općinom Strumica na jugu, s Općinom Konče na jugozapadu, te s Općinom Radoviš na zapadu.
Ukupna površina Općine Vasilevo je 230,4 km².

## Stanovništvo
Općina Vasilevo  ima   12 122 stanovnika. Po popisu stanovnika iz 2002. nacionalni sastav stanovnika u općini bio je sljedeći;

## Naselja u Općini Vasilevo
Ukupni broj naselja u općini je 18, od kojih su svih 18 sela.

## Pogledajte i ovo
- Maleševska planina
- Sjeverna Makedonija
- Općine Sjeverne Makedonije

## Vanjske poveznice
- Općina Vasilevo na stranicama Discover Macedonia